# Johannes Schilling
Pour les articles homonymes, voir Schilling.
Johannes Schilling, né le 23 juin 1828 à Mittweida et mort le 21 mars 1910 à Dresde, est un sculpteur allemand.

## Éléments biographiques
Schilling a fait ses études artistiques dans les académies de Dresde et Berlin. Il devient en 1845 l'élève d’Ernst Rietschel. Dès 1868, il est professeur à l'établissement d'enseignement supérieur (académie des arts) de Dresde, où il côtoie Ernst Hähnel. Il obtient une promotion comme professeur à l'académie de Berlin. Le 11 octobre 1883, il est fait citoyen d'honneur de Dresde et en 1877 de sa ville de naissance, Mittweida.

## Œuvres majeures
- Statue Germania et statues secondaires du Niederwalddenkmal, un monument national dominant le Rhin, sur le Niederwald près de Rüdesheim am Rhein
- Le Groupe "Vier Tageszeiten" à la sortie de la Brühlsche Terrasse à Dresde.
- Le Quadrige des panthères à l'Opéra de Dresde.
- Le roi Jean Ier de Saxe sur la place de l'opéra de Dresde.
- Monument à Ernst Rietschel à Dresde (Brühlsche Terrasse)
- Projet pour le monument à Friedrich Schiller sur la Schillerplatz à Vienne
- Statue équestre de l'empereur Guillaume, initialement au Rathausmarkt de Hambourg, 1903.
- Éléments de décoration dans le parc du château de Chemnitz, 1866
- Statue de l'empereur Guillaume Ier à Wiesbaden au parc de Warmer Damm
- Monument consacré au 95e régiment d'infanterie (de) commémorant le conflit de 1870[1] à Morsbronn-les-Bains.

## Galerie

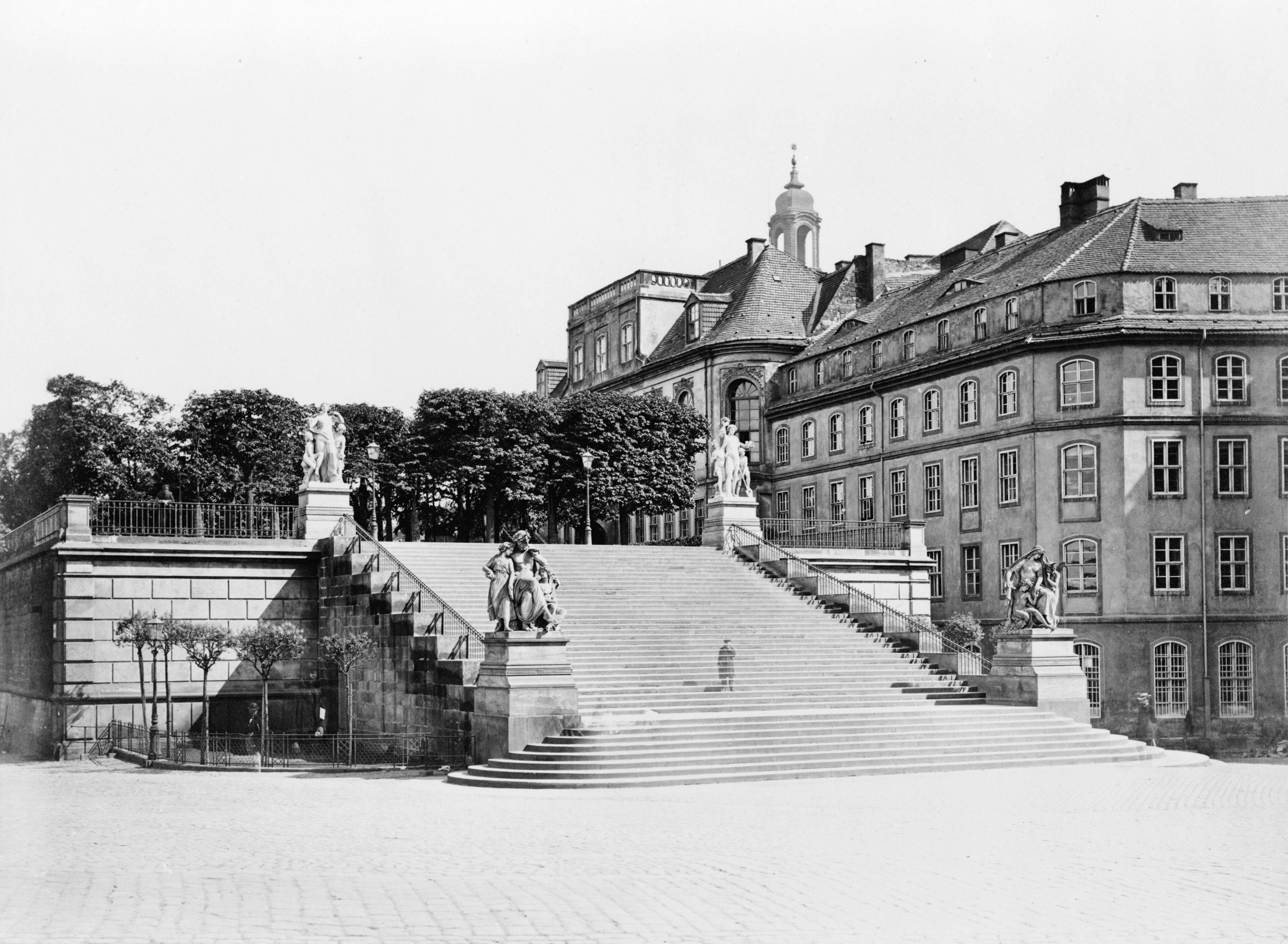
Dresde: Le Groupe "Vier Tageszeiten"
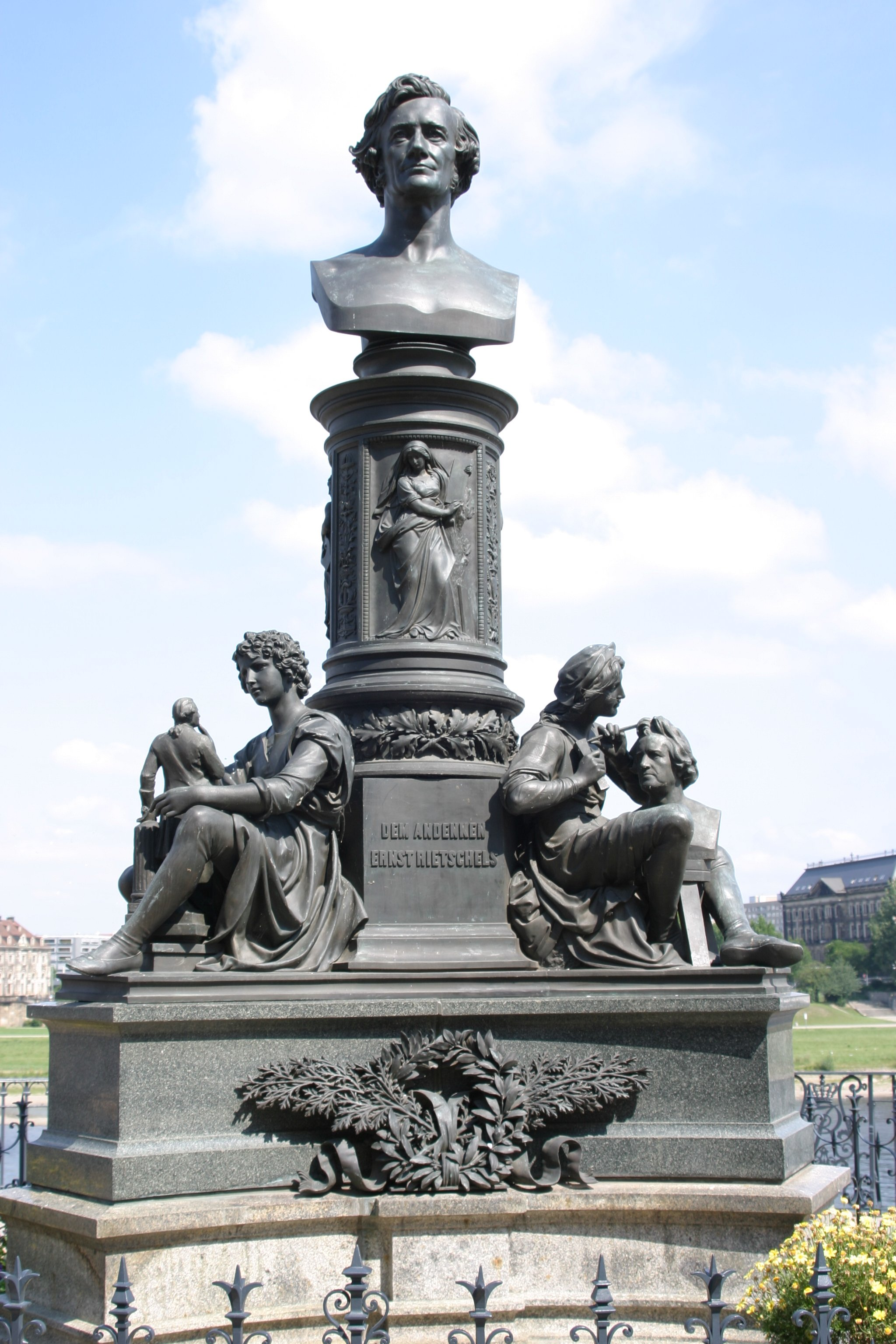
Monument à Ernst Rietschel à Dresde
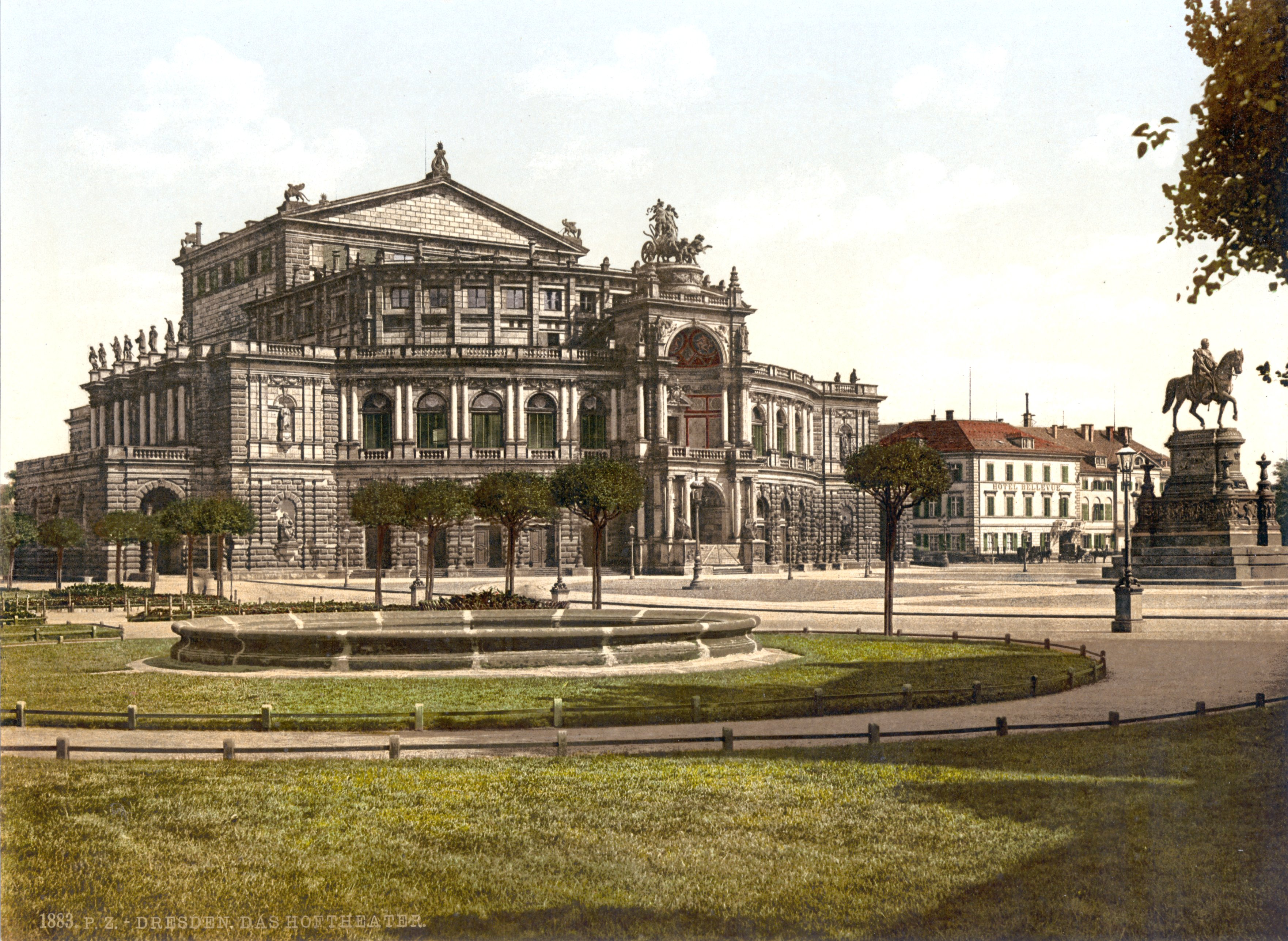
Quadrige des panthères
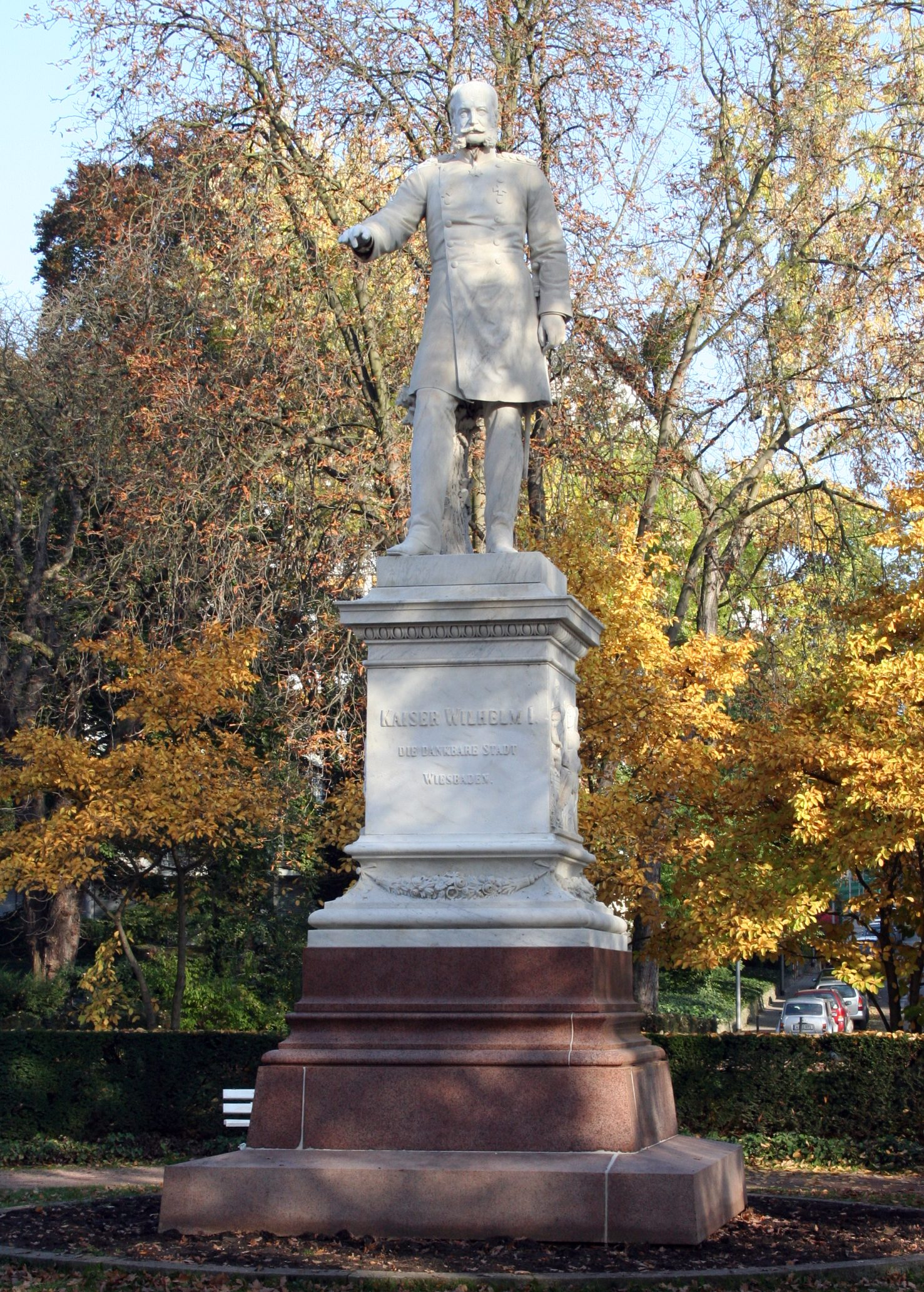
Guillaume Ier (Warmer Damm à Wiesbaden)
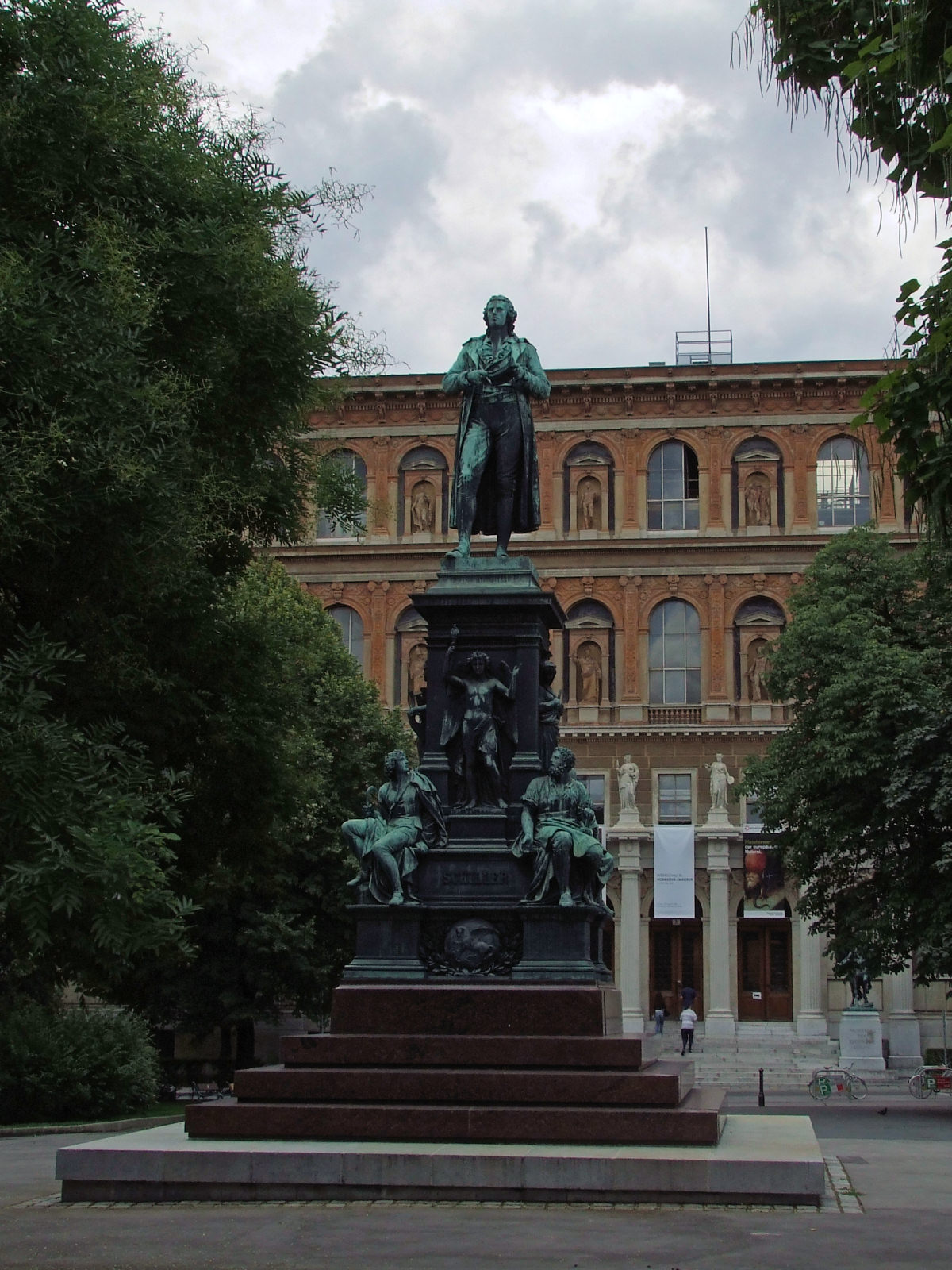
Statue de Schiller à Vienne
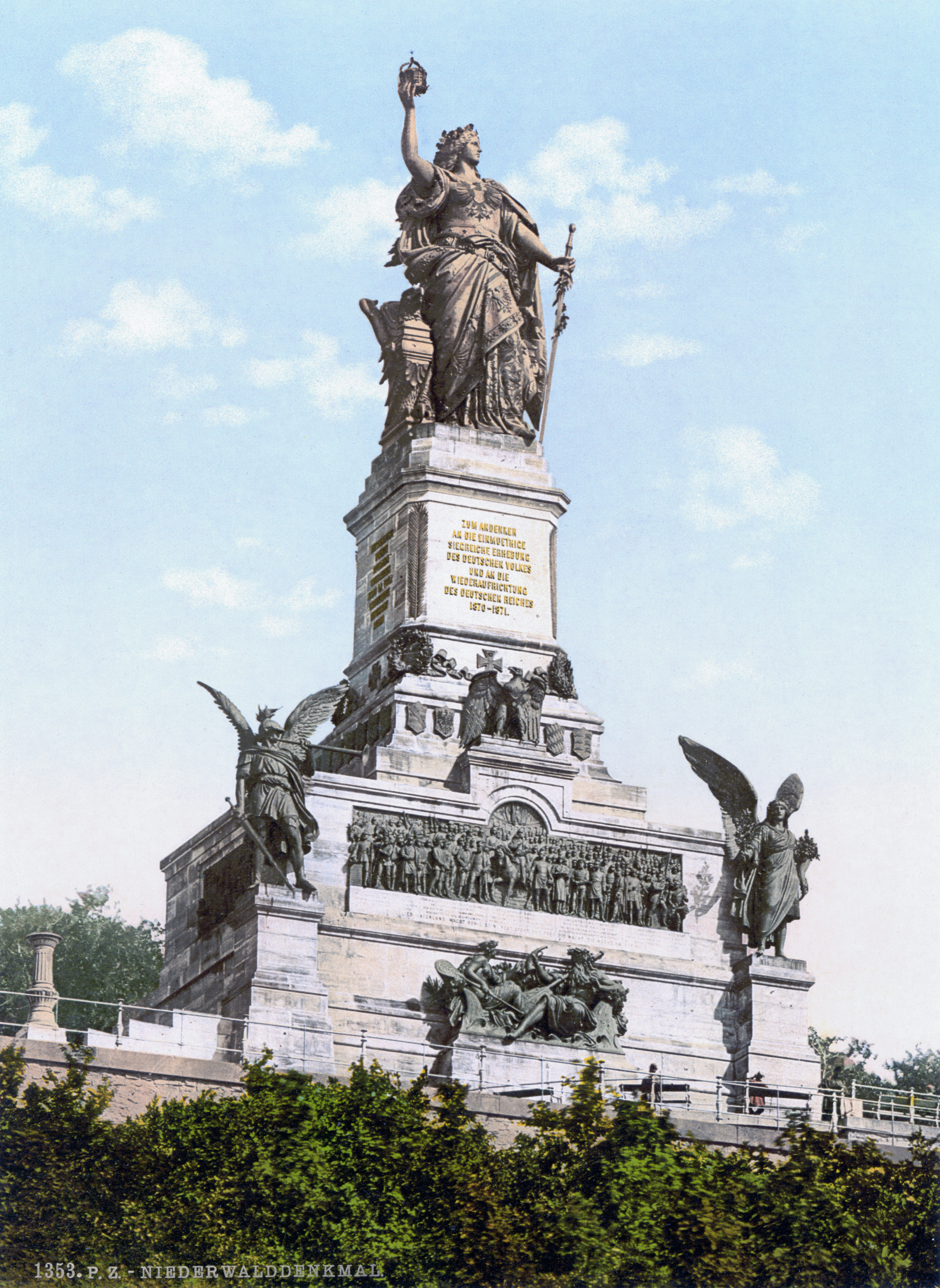
Germania (Niederwalddenkmal) en 1900
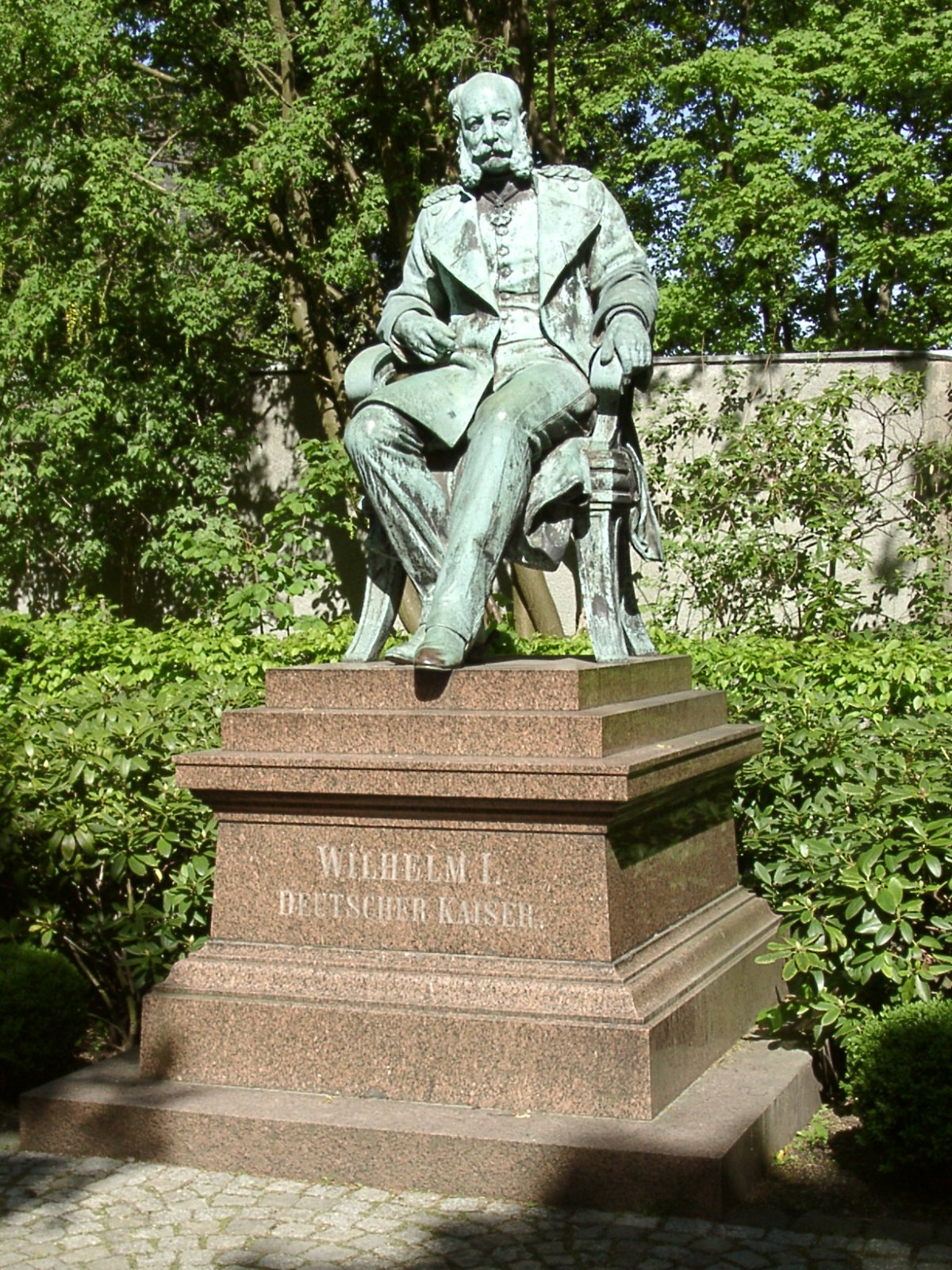
Dortmund: Statue de Guillaume Ier dans le Westfalenpark